# Ендру Робертсон
Ендру Робертсон (енгл. Andrew Robertson; рођен 11. март 1994) је шкотски професионални фудбалер који тренутно наступа као леви бек за клуб Ливерпул, и капитен је шкотске фудбалске репрезентације.
Робертсон је започео своју сениорску каријеру у Квинс Парку 2012. године, а годину дана касније придружио се Дeнди Јунајтеду. Његова добра форма у првој сезони као професионалца довела је до тога да буде проглашен за најбољег младог играча године у оквиру СПФА, а такође довела је и до његовог међународног дебија. У јулу 2014. године придружио се Хaл Ситију за накнаду од 2,85 милиона фунти, а затим је у јулу 2017. године прешао у Ливерпул, а цена трансфера никада није објављена, мада се сумња да је почетни износ био 8 милиона фунти.
Робертсон је дебитовао за Шкотску у мају 2014. године, а у септембру 2018. године именован је за капитена Шкотске.

## Младост и каријера
Робертсон је рођен у Глазгову. Од 2006. до 2012. године похађао је средњу школу Св. Ниниан у Гифноку, у Источном Ренфрушајеру, где је био капитен фудбалског тима. Такође, Робертсон је играо за Гифнок Сокер Центар и затим се придружио Селтику, али је врло брзо отпуштен из клуба јер су сматрали да је превише низак. Затим је потписао за Квинс Парк.

## Клупска каријера

### Квинс Парк
Робертсон је био врло фокусиран на студије и био је на прагу да отпочне основне студије у тренутку када је позван у први тим Квинс парка на почетку сезоне 2012-13. Дебитовао је за овај клуб у Челинџ Купу Шкотске, у утакмици у којој су након пенала победили Бервик Ренџерсе. Током сезоне имао је око четрдесетак наступа и допринео је да клуб заврши на трећем месту у Шкотској трећој дивизији. Први погодак за клуб постигао је 13. новембра 2012., на утакмици против Ист Стирлингшајера, када су изгубили 2:1.

### Дeнди Јунајтед
Робертсон је потписао за Шкотског премијерлигаша Дeнди Јунајтед, заједно са својим саиграчем из Квинс Парка, Ејданом Конолијем, 3. јуна 2013., заузевши место одлазећег Берија Дагласа, који је три године раније такође прешао из Квинс Парка у Дeнди Јунајтед . Захтеви Квинс Парка (аматерског клуба) да им се исплати цена трансфера за Берија Дагласа су били игнорисани, због чега су се они противили даљем преласку њихових играча у Јунајтед. На крају, Квинс Парк и Дeнди Јунајтед су договорили да им дуг, односно неисплаћена цена трансфера за Берија Дагласа, буде исплаћена накнадно, као проценат од будућих трансфера у друге клубове, што се испоставило као веома уносан потез.
Робертсон је убрзо постао стандардни првотимац под менаџментом Џекија МекНамере, а деби је имао већ на отварању сезоне, у утакмици против Петрик Тисла, која је завршена нерешеним резултатом 0:0.
22. септембра 2013. Робертсон је постигао свој први гол за Дeнди Јунајтед, у мечу против Мадрвела, који је завршен нерешеним резултатом 2:2. Кренувши са своје половине терена, са раздаљине од преко 20 метара, успео је да постигне свој првенац. Ускоро је потписао нови уговор са Јунајтедом, којим је себи продужио боравак у клубу до маја 2016. Убрзо након тога проглашен је за најбољег младог играча у оквиру СПФЛ-а, за месец септембар 2013., а након тога и за месец новембар исте године. 12. априла 2014. Робертсон је играо полуфинале шкотског купа у Ajбруксу, где су забележили победу против Ренџерса убедљивим резултатом 3:1. Априла 2014. Робертсон је освојио годишњу награду за најбољег младог фудбалера , а такође је изабран и за члана тима године од стране ПФА Скотланд Тим за сезону 2013-2014 у оквиру шкотске премијершип лиге.

### Хал Сити
У јулу 2014, Дeнди Јунајтед је прихватио понуду Хал Ситија, клуба из енглеске премијер лиге, од 2,85 милиона фунти накнаде за Робертсонов трансфер. 29. јула, Робертсон је потписао трогодишњи уговор са Халом. Дебитовао је на дан отварања сезоне, у утакмици у којој су победили Квинс Парк Ренџерсе са 1:0. Робертсон се брзо прилагодио Халу и усталио се на позицији са стране, а убрзо је проглашен најбољим играчем месеца у августу 2014. Први гол за Сити постигао је 3. новембра 2015. против Брентфорда, када су забележили победу од 2:0 и тиме доспели на сам врх табеле, са једним голом разлике. Робертсон се 2016. нашао у првом тиму Хал Ситија, у утакмици финала за квалификацију у Премијер лигу, против Шефилд Венздеја, где је Хал победио 1:0 и тиме себи обезбедио сигуран пролаз у Премијер лигу.

### Ливерпул
Робертсон је 21. јула 2017. потписао дугорочни уговор са Ливерпулом за почетну цифру од 8 милиона фунти. 19. августа дебитовао је у победи од 1:0 над Кристал Паласом. Робертсон је започео сезону 2017–18. као замена за Алберта Морена, али добио је шансу да одигра читав низ утакмица када се Шпанац повредио у децембру. Својим учинком на утакмици против лидера лиге Манчестер Ситија 14. јануара, када су победили резултатом 4:3, придобио је наклоност навијача Ливерпула. Свој први гол за клуб постигао је последњег дана сезоне 2017–18., на утакмици против Брајтона, када су резултатом 4:0 остварили убедљиву победу.
Робертсон је наставио да игра као стандардни првотимац у Ливерпулу током сезоне 2018-19. У јануару 2019. потписао је нови уговор са клубом, који би требало да траје до 2024. Проглашен је за најбољег левог бека у Премијер лиги од стране Кевина Килбејна , док га је Фил Невил  прогласио најбољим на свету. 25. априла је именован у за члана ПФА тима године заједно са саиграчима из Ливерпула, Трентом Алекандер-Арнолдом, Садио Манеом и Вирџилом ван Дајком.

## Каријера у репрезентацији
Робертсон је први пут позван да игра за младу Шкотску репрезентацију, у октобру 2013. Дебитовао је као замена, у утакмици у којој су забележили победу од 2:1 против репрезентације Словачке. Робертсон је поново изабран за члана младе репрезентације Шкотске у новембру 2015. године, пошто сениорска репрезентација није имала утакмице.
Робертсон је први пут изабран за члана сениорксе репрезентације Шкотске за пријатељску утакмицу против Пољске 5. марта 2014. године. Он је играо као замена у другом полувремену, пошто је Шкотска победила у Варшави са 1:0. Менаџер репрезентације Шкотске Гордон Стречан изјавио је након тога: „Када је Енди први пут тамо дошао и узео лопту водио је скоро 30 метара. Помислио сам „Фантастично!". Играо је као да нема недоумица, одлучио је да ради оно што жели. Волео сам да гледам начин на који прима лопту.“  Робертсон је први пут наступао за репрезентацију 28. маја 2014. у ремију са Нигеријом који је завршен са резултатом 2:2.
Робертсон је постигао свој први интернационални гол у пријатељској утакмици против Енглеске на стадиону Селтик Парк у новембру 2014. године, постигавши једини гол за Шкотску када су изгубили 3:1.
3. септембра 2018. године, Робертсон је постављен за капитена Шкотске од стране менаџера Алекса МакЛеиша. После пораза од 2:1 у утакмици против Израела у октобру 2018. године, Робертсон је рекао да су он и његов саиграч на позицији левог бека, Киеран Тиернеи, играли ван позиција у систему 3–5–2 који је применио Алекс МакЛеиш како би могао да има места за оба играча.

## Стил игре
Фил Невил, бивши одбрамбени играч Енглеске, сматра да је Робертсон један од најбољих левих бекова на свету, због његове брзине, енергије и центаршута.

## Приватни живот
Робертсон је верен са својом девојком, Рејчел Робертс. Рејчел је 26. августа 2017. године родила њиховог сина Рока, а у јануару 2019. године, родила је и њихово друго дете, ћерку Арију.
У марту 2018. године, Робертсон је дечаку који је свој џепарац дао локалној банци хране донирао потписан Ливерпулов дрес свог саиграча Роберта Фирмина.

## Статистика

### Клуб
Ажурирано  Последњи меч одигран 7. маја 2019.
| Клуб              | Сезона            | Лига                   | Лига    | Лига   | Куп     | Куп    | Лигашки Куп | Лигашки Куп | Европа  | Европа | Остало  | Остало | Укупно  | Укупно |
| Клуб              | Сезона            | Дивизија               | Наступи | Голови | Наступи | Голови | Наступи     | Голови      | Наступи | Голови | Наступи | Голови | Наступи | Голови |
| ----------------- | ----------------- | ---------------------- | ------- | ------ | ------- | ------ | ----------- | ----------- | ------- | ------ | ------- | ------ | ------- | ------ |
| Квинс Парк        | 2012–13.          | Шкотска трећа дивизија | 34      | 2      | 2       | 0      | 3           | 0           | —       | —      | 4       | 0      | 43      | 2      |
| Дeнди Јунајтед    | 2013–14.          | Шкотски Премијершип    | 36      | 3      | 5       | 2      | 3           | 0           | —       | —      | —       | —      | 44      | 5      |
| Хал Сити          | 2014–15.          | Премијер лига          | 24      | 0      | 0       | 0      | 0           | 0           | 0       | 0      | —       | —      | 24      | 0      |
| Хал Сити          | 2015–16.          | Чемпионшип             | 42      | 2      | 2       | 0      | 5           | 1           | —       | —      | 3       | 1      | 52      | 4      |
| Хал Сити          | 2016–17.          | Премијер лига          | 33      | 1      | 2       | 0      | 4           | 0           | —       | —      | —       | —      | 39      | 1      |
| Хал Сити          | Укупно            | Укупно                 | 99      | 3      | 4       | 0      | 9           | 1           | 0       | 0      | 3       | 1      | 115     | 5      |
| Ливерпул          | 2017–18.          | Премијер лига          | 22      | 1      | 1       | 0      | 1           | 0           | 6       | 0      | —       | —      | 30      | 1      |
| Ливерпул          | 2018–19.          | Премијер лига          | 35      | 0      | 0       | 0      | 0           | 0           | 11      | 0      | —       | —      | 46      | 0      |
| Ливерпул          | Укупно            | Укупно                 | 57      | 1      | 1       | 0      | 1           | 0           | 17      | 0      | —       | —      | 76      | 1      |
| Укупно у каријери | Укупно у каријери | Укупно у каријери      | 226     | 9      | 11      | 2      | 16          | 1           | 17      | 0      | 7       | 1      | 278     | 13     |

1. ↑  Укључује Шкотски куп, ФА куп
2. ↑  Укључује Шкотски лигашки куп, Лига/EФЛ Куп
3. ↑  Два нступа у Шкотском челинџ купу, два у плеј-офима Друге дивизије
4. ↑  Наступи у Ченпионшип плеј-офима
5. 1 2  Наступи у лиги шампиона

### Међународни наступи
Ажурирано последњег меча одигран 13. октобра 2019.
| Национални тим | Година | Наступи | Голови |
| -------------- | ------ | ------- | ------ |
| Шкотска        | 2014.  | 5       | 1      |
| Шкотска        | 2015.  | 3       | 0      |
| Шкотска        | 2016.  | 4       | 0      |
| Шкотска        | 2017.  | 8       | 1      |
| Шкотска        | 2018.  | 8       | 0      |
| Шкотска        | 2019.  | 6       | 1      |
| Укупно         | Укупно | 34      | 3      |

### Голови за репрезентацију
Од меча одиграног 8. јуна 2019., у резултату прво су наведени погодци Шкотске – колона „ голови‘‘ представља резултат утакмице након Робертсоновог постигнутог гола, а у колони „резултат‘‘ наведен је коначан исход утакмице. 
| Рбр. | Датум              | Место                          | Противник | Голови | Резултат | Такмичење                                          |
| ---- | ------------------ | ------------------------------ | --------- | ------ | -------- | -------------------------------------------------- |
| 1.   | 18. новембар 2014. | Селтик Парк, Глазгов, Шкотска  | Енглеска  | 1–2    | 1–3      | Пријатељска утакмица                               |
| 2.   | 1. септембар 2017. | ЛФФ Стадион, Виљнус, Литванија | Литванија | 2–0    | 3–0      | Квалификације за Светско првенство у фудбалу 2018  |
| 3.   | 8. јун 2019.       | Хемпден парк, Глазгов, Шкотска | Кипар     | 1–0    | 2–1      | Квалификације за Европско првенство у фудбалу 2020 |

## Успеси
Денди јунајтед
- Финалисти шкотског купа: 2013–14.[45]

Хал Сити
- Чемпионшип плеј-оф: 2016.[46]

Ливерпул
- Премијер лига: 2019–20, 2024−25.
- ФА куп: 2021−22.
- Лига куп: 2021−22, 2023−24.
- ФА Комјунити шилд: 2022.
- УЕФА Лига шампиона: 2018–19.[47]
- Суперкуп Европе: 2019.
- Светско клупско првенство: 2019.

Лични
- ПФА Шкотски Млади играч године: 2013–14.[12]
- ПФА Шкотски Тим године: 2013–14.[14]
- СПФЛ Играч месеца: новембар 2013.[10]
- СПФЛ Играч месеца: септембар 2013.[10]
- ПФА Тим године: 2018–19. Премијер лиге[48]